# Hypatima
Hypatima é um gênero de traça pertencente à família Agonoxenidae.